# Sean Kelly
John James Kelly (Carrick-on-Suir, Tipperary, 24 de mayo de 1956), conocido como Sean Kelly y apodado El Rey de las Clásicas, es un exciclista irlandés, profesional entre los años 1977 y 1994, durante los cuales logró 194 victorias.
Comenzó a destacar ya en las categorías inferiores, siendo dos veces campeón nacional y logrando ganar el Giro de Lombardía en categoría amateur. Pasó a categoría profesional de la mano de Jean de Gribaldy.
Iniciado como un esprínter, Kelly evolucionó hacia un modelo de corredor todoterreno, capaz de ganar todo tipo de pruebas, desde exigentes clásicas de un día, tanto en pavés, tierra o asfalto, hasta una Gran Vuelta por etapas de tres semanas como la Vuelta a España, pasando por todo tipo de vueltas de una semana o pruebas contrarreloj.
Fue el primer ciclista en ser número uno según la clasificación de la FICP, puesto en el que se mantuvo inamovible durante seis años.

## Biografía
Kelly nació como el segundo hijo de una familia de granjeros en Curraghduff en el condado de Waterford. Fue nombrado John James Kelly en honor a su padre, pero para evitar confusiones en el hogar, la familia decidió referirse a él como Sean, que es la forma irlandesa de John.
La educación de Kelly terminó a la temprana edad de 13 años cuando se vio obligado a dejar la escuela para ayudar en la granja después de que su padre se enfermara. Más tarde comenzó a trabajar como albañil para ayudar aún más a mantener a su familia.

## Carreras de un día
Durante su carrera consiguió ganar, en más de una ocasión, cuatro de los cinco Monumentos del ciclismo: tres Giro de Lombardía, dos París-Roubaix, dos Milán-San Remo y dos Lieja-Bastoña-Lieja. En el Tour de Flandes casi se alza con su quinto monumento, quedando segundo en tres ocasiones (1984, 1986 y 1987). En 1986, Adrie van der Poel le ganó el esprint por escasos metros, cuando era favorito.  
También ganó en importantes clásicas, como la París-Tours, el Gran Premio de las Naciones o la Gante-Wevelgem y fue podio en otras tan prestigiosas como la Amstel Gold Race, E3 Harelbeke, Omloop Het Nieuwsblad, Clásica de San Sebastián y en numerosas pruebas de menor rango.
Logró dos medallas de bronce en el Campeonato Mundial de Ciclismo en Ruta (1982 y 1989). Además, también fue 5.º en 1986, 1987 y 1990.
En 1989, fue primero en la Copa del Mundo de Ciclismo, y en 1990 tercero.

## Carreras por etapas
Ostenta el récord absoluto de victorias dentro de las siete  vueltas menores históricas, al haber ganado un total de catorce.
Destacan los siete triunfos consecutivos en la París-Niza que constituyen uno de tantos récords que ostenta este corredor, además de trece etapas y varias victorias más en clasificaciones menores.
Otras pruebas importantes en el calendario ciclista que ha ganado son la Vuelta al País Vasco (en tres ocasiones), el Critérium Internacional (tres veces), la Volta a Cataluña (dos veces), la Vuelta a Suiza (dos veces), y la Semana Catalana (una vez).
También ha obtenido triunfos de etapa en competiciones como el Tour de Romandía o el Critérium del Dauphiné.

## Grandes Vueltas

### Tour de Francia
Sumó un total de cinco victorias de etapa a lo largo de sus catorce participaciones en la ronda gala. Fue vencedor de la clasificación por puntos en cuatro ocasiones (1982, 1983, 1985 y 1989), algo que hasta entonces nadie había logrado.
Su mejor posición en la clasificación general fue un cuarto puesto logrado en 1985. También fue 5.º en 1984, 7.º en 1983 y 9.º en 1989.

### Vuelta a España
La Vuelta fue una de las carreras en las que mayores logros cosechó durante su carrera. Ganó 16 etapas y conquistó la clasificación por puntos en cuatro ocasiones (1980, 1985, 1986 y 1988).
En 1987 tuvo que abandonar la carrera cuando era líder a cuatro etapas para el final (
El único ciclista que tuvo que abandonar la Vuelta por una caída siendo líder fue Ae Igor Antón en 2010, aunque Abraham Olano se retiró en 1999 al finalizar la etapa 12, después de ya haber perdido el liderato por una minutada debido a una caída producida días antes ). Tras varios intentos fallidos consiguió ganar la Vuelta a España en 1988. También fue 3.º en 1986 y 4.º en 1980.

## Palmarés
| 1976 - Cinturón a Mallorca - Piccolo Giro de Lombardía 1977 - 1 etapa del Tour de Romandía - Circuit de l'Indre 1978 - 1 etapa del Tour del Mediterráneo - 1 etapa de la Semana Catalana - 1 etapa del Tour de Francia 1979 - 2 etapas de la Vuelta a España - Gran Premio de Cannes 1980 - 5 etapas de la Vuelta a España, más clasificación por puntos y clasificación de las metas volantes - 2 etapas del Tour de Francia - 1 etapa del Dauphiné Libéré - Tres días de La Panne 1981 - 1 etapa del Tour de Francia - 1 etapa del Dauphiné Libéré 1982 - París-Niza, más 4 etapas - 1 etapa del Tour de Francia, más Clasificación por puntos y la de esprints intermedios - 1 etapa del Critérium Internacional - 1 etapa del Midi Libre - Tour de Haut-Var - 3.º en el Campeonato Mundial en Ruta 1983 - Giro de Lombardía - Gran Premio de Isbergues - Vuelta a Suiza, más 2 etapas - París-Niza, más 3 etapas - Critérium Internacional, más 1 etapa - Clasificación por puntos del Tour de Francia y la de esprints intermedios - 2.º en el Super Prestige Pernod International 1984 - París-Roubaix - Lieja-Bastoña-Lieja - París-Niza, más 2 etapas - Vuelta al País Vasco, más 3 etapas - Volta a Cataluña , más 4 etapas - Critérium Internacional, más 3 etapas - 1 etapa de la Vuelta a Suiza - Gran Premio de Plouay - París-Bourges - París-Tours - Ranking UCI - Super Prestige Pernod International - Critérium de As - Tour de Berna - Gran Premio d'Aix-en-Provence 1985 - Giro de Lombardía - París-Niza - 1 etapa de la Volta a Cataluña - Ranking UCI - Super Prestige Pernod International - 1 etapa del Critérium Internacional - Tour de Irlanda - Clasificación por puntos del Tour de Francia - 2 etapas de la Vuelta al País Vasco - 3 etapas de la Vuelta a España, más Clasificación por puntos - Critérium de As | 1986 - Milán-San Remo - París-Roubaix - París-Niza, más 2 etapas - Vuelta al País Vasco, más 3 etapas - Volta a Cataluña , más 1 etapa - 2 etapas del Critérium Internacional - 3.º en la Vuelta a España, más 2 etapas y Clasificación por puntos y la clasificación de la combinada - Gran Premio de las Naciones - Tour de Irlanda - Ranking UCI - Super Prestige Pernod International - Critérium de As 1987 - París-Niza, más 1 etapa - Vuelta al País Vasco, más 2 etapas - Critérium Internacional, más 2 etapas - 2 etapas de la Volta a Cataluña - 2 etapas de la Vuelta a España - Tour de Irlanda - Ranking UCI - 2.º en el Super Prestige Pernod International 1988 - Vuelta a España , más 2 etapas, la clasificación por puntos y la clasificación de la combinada - Gante-Wevelgem - París-Niza, más 1 etapa - Semana Catalana, más 1 etapa - 1 etapa de la Vuelta al País Vasco - Ranking UCI 1989 - Lieja-Bastoña-Lieja - 3.º en el Campeonato Mundial en Ruta - Clasificación por puntos del Tour de Francia y la de esprints intermedios - 1 etapa del Dauphiné Libéré - Copa del Mundo 1990 - Vuelta a Suiza, más 1 etapa - 3.º en la Copa del Mundo 1991 - Giro de Lombardía - Tour de Irlanda 1992 - Milán-San Remo - 1 etapa de la Vuelta a Suiza - Trofeo Luis Puig - 1 etapa del Clásico RCN 1994 - 2.º en el Campeonato de Irlanda en Ruta |

## Resultados
Durante su carrera deportiva consiguió los siguientes puestos en Grandes Vueltas, vueltas menores y carreras de un día:

### Grandes Vueltas
| Carrera | Carrera         | 1977 | 1978 | 1979 | 1980 | 1981 | 1982 | 1983 | 1984 | 1985 | 1986 | 1987 | 1988 | 1989 | 1990 | 1991 | 1992 | 1993 | 1994 |
| ------- | --------------- | ---- | ---- | ---- | ---- | ---- | ---- | ---- | ---- | ---- | ---- | ---- | ---- | ---- | ---- | ---- | ---- | ---- | ---- |
|         | Giro de Italia  | —    | —    | —    | —    | —    | —    | —    | —    | —    | —    | —    | —    | —    | —    | —    | Ab.  | —    | —    |
|         | Tour de Francia | —    | 34.º | 38.º | 29.º | 48.º | 15.º | 7.º  | 5.º  | 4.º  | —    | Ab.  | 46.º | 9.º  | 30.º | Ab.  | 43.º | —    | —    |
|         | Vuelta a España | —    | —    | Ab.  | 4.º  | —    | —    | —    | —    | 9.º  | 3.º  | Ab.  | 1.º  | —    | —    | —    | —    | —    | —    |

### Vueltas menores
| Carrera | Carrera                | 1977 | 1978 | 1979 | 1980 | 1981 | 1982 | 1983 | 1984 | 1985 | 1986 | 1987 | 1988 | 1989 | 1990 | 1991 | 1992 | 1993 | 1994 |
| ------- | ---------------------- | ---- | ---- | ---- | ---- | ---- | ---- | ---- | ---- | ---- | ---- | ---- | ---- | ---- | ---- | ---- | ---- | ---- | ---- |
|         | París-Niza             | 40.º | 12.º | —    | —    | —    | 1.º  | 1.º  | 1.º  | 1.º  | 1.º  | 1.º  | 1.º  | —    | —    | —    | —    | 43.º | 57.º |
|         | Tirreno-Adriático      | —    | —    | 19.º | 32.º | 25.º | —    | —    | —    | —    | —    | —    | —    | 7.º  | 6.º  | —    | —    | —    | —    |
|         | Volta a Cataluña       | 12.º | —    | —    | —    | —    | —    | —    | 1.º  | 2.º  | 1.º  | 5.º  | —    | —    | 9.º  | —    | —    | 24.º | —    |
|         | Vuelta al País Vasco   | —    | —    | —    | —    | —    | —    | —    | 1.º  | 6.º  | 1.º  | 1.º  | 17.º | —    | —    | —    | —    | —    | —    |
|         | Tour de Romandía       | 10.º | —    | —    | —    | —    | 23.º | —    | —    | —    | —    | —    | —    | —    | —    | —    | —    | —    | —    |
|         | Critérium del Dauphiné | 29.º | —    | —    | Ab.  | Ab.  | —    | 47.º | —    | 21.º | —    | —    | —    | Ab.  | —    | 29.º | —    | —    | 23.º |
|         | Vuelta a Suiza         | —    | —    | —    | —    | —    | —    | 1.º  | 4.º  | 4.º  | —    | —    | 16.º | 18.º | 1.º  | 11.º | 18.º | 35.º | —    |

### Clásicas, Campeonatos y JJ. OO.
| Carrera                | Carrera                | 1977 | 1978 | 1979 | 1980 | 1981 | 1982 | 1983 | 1984 | 1985 | 1986 | 1987 | 1988 | 1989 | 1990 | 1991  | 1992 | 1993  | 1994 |
| ---------------------- | ---------------------- | ---- | ---- | ---- | ---- | ---- | ---- | ---- | ---- | ---- | ---- | ---- | ---- | ---- | ---- | ----- | ---- | ----- | ---- |
| Omloop Het Nieuwsblad  | Omloop Het Nieuwsblad  | —    | —    | 10.º | 3.º  | —    | 3.º  | 40.º | —    | 11.º | X    | 11.º | 7.º  | 2.º  | —    | —     | 31.º | —     | —    |
| Kuurne-Bruselas-Kuurne | Kuurne-Bruselas-Kuurne | —    | —    | 24.º | 3.º  | —    | 3.º  | 2.º  | 14.º | —    | X    | 29.º | —    | —    | —    | —     | 4.º  | —     | —    |
|                        | Milán-San Remo         | 75.º | —    | —    | 4.º  | —    | 27.º | 5.º  | 2.º  | 7.º  | 1.º  | 4.º  | 5.º  | 5.º  | —    | —     | 1.º  | 39.º  | —    |
| E3 Harelbeke           | E3 Harelbeke           | —    | —    | 19.º | 2.º  | —    | —    | —    | —    | 10.º | —    | —    | —    | —    | —    | —     | —    | 72.º  | 21.º |
| Gante-Wevelgem         | Gante-Wevelgem         | —    | —    | 32.º | 37.º | 12.º | 18.º | —    | —    | 7.º  | —    | —    | 1.º  | 19.º | —    | —     | 38.º | —     | —    |
|                        | Tour de Flandes        | —    | —    | 26.º | 15.º | 8.º  | 21.º | —    | 2.º  | 14.º | 2.º  | 2.º  | 4.º  | 18.º | —    | —     | 73.º | 39.º  | —    |
|                        | París-Roubaix          | —    | —    | —    | —    | 19.º | 12.º | —    | 1.º  | 3.º  | 1.º  | 13.º | 16.º | 15.º | —    | —     | 29.º | —     | —    |
| Flecha Brabanzona      | Flecha Brabanzona      | —    | —    | —    | 2.º  | 7.º  | —    | —    | —    | —    | —    | —    | —    | —    | —    | —     | —    | —     | —    |
| Amstel Gold Race       | Amstel Gold Race       | —    | —    | —    | 3.º  | 6.º  | 4.º  | —    | 17.º | —    | —    | —    | —    | 12.º | —    | 27.º  | —    | —     | —    |
| Flecha Valona          | Flecha Valona          | —    | —    | —    | —    | 4.º  | 8.º  | —    | 12.º | 21.º | 6.º  | —    | —    | —    | —    | —     | —    | —     | —    |
|                        | Lieja-Bastoña-Lieja    | —    | —    | 20.º | —    | 11.º | 10.º | —    | 1.º  | 4.º  | 12.º | 20.º | 5.º  | 1.º  | —    | —     | 37.º | —     | —    |
| Clásica San Sebastián  | Clásica San Sebastián  | —    | —    | —    | —    | —    | —    | —    | —    | —    | —    | —    | —    | 16.º | 3.º  | 109.º | 54.º | 140.º | —    |
| Bretagne Classic       | Bretagne Classic       | —    | —    | —    | —    | —    | 6.   | —    | 1.º  | —    | 2.º  | 10.º | —    | —    | —    | —     | —    | —     | —    |
| París-Tours            | París-Tours            | —    | 23.º | 54.º | —    | 17.º | 51.º | 9.º  | 1.º  | 3.º  | 6.º  | 28.º | 3.º  | 7.º  | 8.º  | 18.º  | —    | 4.º   | —    |
| Campeonato de Zúrich   | Campeonato de Zúrich   | —    | 14.º | —    | —    | 9.º  | 23.º | —    | 18.º | —    | —    | —    | —    | 26.º | 13.º | 104.º | 23.º | 90.º  | —    |
|                        | Giro de Lombardía      | 25.º | —    | —    | —    | —    | 34.º | 1.º  | 17.º | 1.º  | 2.º  | 23.º | —    | 24.º | 10.º | 1.º   | 58.º | 34.º  | —    |
| Mundial en Ruta        | Mundial en Ruta        | 16.º | Ab.  | 9.º  | Ab.  | 42.º | 3.º  | 8.º  | Ab.  | 35.º | 5.º  | 5.º  | 25.º | 3.º  | 5.º  | Ab.   | 63.º | 49.º  | —    |
| Irlanda en Ruta        | Irlanda en Ruta        | X    | X    | X    | X    | X    | X    | X    | X    | X    | X    | X    | X    | X    | X    | X     | X    | X     | 2.º  |

## Premios y reconocimientos
- Mendrisio de Oro (1984)
- Fue designado como uno de los ciclistas más destacados de la historia, al ser elegido en el año 2002 para formar parte de la Sesión Inaugural del Salón de la Fama de la UCI.[2]